# لانترني
لنترنة أو الفانوسية (بالإيطالية: Lanterne، نقحرة: لانترني) هي نوع من المعكرونة. اسمها مستمد من الإيطالية، ويعني فوانيس الزيت. معكرونة لنترنة ذات أخاديد عميقة وانحناء على هيئة فانوس.